# حسنعلی اخلاقی امیری
حسنعلی اخلاقی امیری سیاستمدار ایرانی است. او در در دوازدهمین دوره انتخابات مجلس شورای اسلامی در دور دوم انتخابات در حوزه مشهد و کلات با کسب ۱۱۱ هزار ۵۹۷ رای به مجلس شورای اسلامی راه یافت. تحصیلات وی دکترای رشته فقه و مبانی حقوق اسلامی است و او عضو شورای شهر مشهد در دوره چهارم بوده است و در مرحله اول انتخابات ۱۳۰ هزار و ۲۰۲ رای کسب کرده بود.